# Jiří Pospíšil (cestista)
Jiří Pospíšil (Brno, 9 settembre 1950 – 13 giugno 2019) è stato un cestista cecoslovacco, dal 1993 ceco.

## Carriera
Con la Cecoslovacchia ha disputato tre edizioni dei Giochi olimpici (Monaco 1972, Montréal 1976, Mosca 1980), due dei Campionati mondiali (1970, 1978) e quattro dei Campionati europei (1973, 1975, 1977, 1979).

## Palmarès
- Campionato cecoslovacco: 1

Spartak ZJŠ Brno: 1967-68